# 292
292 (CCXCII na numeração romana) foi um ano bissexto do século III do Calendário Juliano, da Era de Cristo, as suas letras dominicais foram C e B (52 semanas), teve início a uma sexta-feira e terminou a um sábado.
| Ano completo                          |
| ------------------------------------- |
| Ano bissexto com início à sexta-feira |

## Acontecimentos
- Constâncio Cloro divorcia-se de Helena (data aproximada);
- Narses da Pérsia torna-se co-regente do Império Sassânida